# 10

「十」の筆順

10（十、拾、什、じゅう、とお）は自然数、また整数において、9 の次で11の前の数である。桁の底が十を超える場合には A と表記され、以降の数も 11 は B 、12 は C …というようにラテンアルファベットの大文字で表記する。
日本語の訓読みでは、十倍を意味する語尾を「そ」と読む（例：三十を「みそ」と読む）（ただし、二十は「はたち」と読む）。漢字の「十」は音読みを「ジッ」もしくは「ジュウ」と発音する（下記参照）。
英語では、基数詞でten、序数詞では10th あるいは tenth となる。
ラテン語では decem（デケム）。

## 性質
- 10 は合成数であり、正の約数は 1, 2, 5, 10 である。
  - 約数の和は18 。
- 10 = 1 + 2 + 3 + 4
  - 4番目の三角数である。1つ前は6、次は15。
    - 三角数が三角錐数になる2番目の数である。1つ前は1、次は120。
    - 2桁の数では最小の三角数である。
    - n = 2 のときの n2 番目の三角数である。1つ前は1、次は45。(オンライン整数列大辞典の数列 A037270)
    - n = 2 のときの 2n 番目の三角数である。1つ前は3、次は36。(オンライン整数列大辞典の数列 A007582)
      - 10 = 21 × (22 + 1)

  - 3つの正の数の立方数の和で表せる2番目の三角数である。1つ前は3、次は36。(オンライン整数列大辞典の数列 A119977)
  - 10 = 11 + 21 + 31 + 41
    - 1から4までの累乗和である。1つ前は4，次は30。
- 3番目の中心つき三角数である。1つ前は4、次は19。
- 10 = 1 + 3 + 6
  - 3番目の三角錐数である。1つ前は4、次は20。
  - 3つの異なる三角数の和で表せる最小の三角数である。次は28。(オンライン整数列大辞典の数列 A112353)
  - 10 = 12 + 32
    - 異なる2つの平方数の和で表せる2番目の数である。1つ前は5、次は13。(オンライン整数列大辞典の数列 A004431)
- 10 = 2 × 5
  - 4番目の半素数である。1つ前は9、次は14。
    - 10の倍数中唯一の半素数である。
    - 2桁の数では最小の半素数である。
    - 半素数がハーシャッド数になる4番目の数である。1つ前は9、次は21。

  - n = 1 のときの 5 × 2n の値である。1つ前は5、次は20。(オンライン整数列大辞典の数列 A020714)
  - n = 2 のときの 2(2n + 1) の値である。即ち、2番目の単偶数である。1つ前は6、次は14。
  - 素因数が複数になる2番目の数である。1つ前は6、次は12。
    - 2つの異なる素因数の積で p × q の形で表せる2番目の数である。1つ前は6、次は14。
- 1/10 = 0.1
  - 逆数が有限小数になる5番目の数である。1つ前は8、次は16。(オンライン整数列大辞典の数列 A003592)
    - 自然数の逆数のうち、小数点以下1桁の有限小数で表されるのは 1/10 と 1/2 = 0.5、1/5 = 0.2 である。

  - 1/10(10)が有限小数になるN進法は、素因数に2と5が含まれるN進法に限られる。
    - 従って、「5の倍数」進数でも二十進法では 1/A = 0.2 と有限小数になるが、十五進法では 1/A = 0.1777… となり循環小数になる。

  - 素因数に5が含まれていないN進法では、1/10(10)は循環小数になる。
    - 六進法では 1/14 = 0.0333…、九進法では 1/11 = 0.0808…、十二進法では 1/A = 0.12497…、十六進法では 1/A = 0.1999…、十八進法では 1/A = 0.1E73A…となる。(下線部は循環節)
    - 素因数が2と3のN進法では、「互いに素ではないが、逆数が循環小数になる数」で最小になる。
- 4ビット表記において 10 = (1010)2 と 1, 0 が交互に並んでいる。
- 自然数に 10 を掛けると元の数の右端に 0 を付けた数になる。例: 45 × 10 = 450
- 十進法ならびに十の冪の基数。101。次は100。
- 102 + 1 = 101 であり、 n2 + 1 の形で素数を生む5番目の数である。1つ前は6、次は14。
- √10 は自然数の平方根では円周率 π に最も近い。√10 = 3.16227766 ≈ π
- 九九では 2 の段で 2 × 5 = 10 (にごじゅう)、5 の段で 5 × 2 = 10 (ごにじゅう)と2通りの表し方がある。
- 10! = 6! × 7! = 3628800
- 各位の和が10となるハーシャッド数の最小は190、1000までに9個、10000までに63個ある。
- 10番目のハーシャッド数である。1つ前は9、次は12。
  - 1を基としたとき2番目のハーシャッド数である。1つ前は1、次は100。
  - 2桁の数では最小のハーシャッド数である。
  - 各位の和が1になる数は、10以上は全て偶数である。
- 各位の積が0になる2番目の数である。1つ前は0、次は20。(オンライン整数列大辞典の数列 A011540)
- 10 = 2 + 3 + 5
  - 最初からの連続素数の和である。1つ前は5、次は17。
- 10 = 3 + 7 = 5 + 5
  - 2つの素数の和2通りで表せる最小の数である。次は14。(オンライン整数列大辞典の数列 A067188)
  - 2つの素数の和 n 通りで表せる最小の数である。1つ前の1通りは4、次の3通りは22。(オンライン整数列大辞典の数列 A023036)
- 10 = 13 + 13 + 23
  - 3つの正の数の立方数の和1通りで表せる2番目の数である。1つ前は3、次は17。(オンライン整数列大辞典の数列 A025395)
  - 10 = 23 + 2
    - n = 2 のときの n3 + n の値である。1つ前は2、次は30。(オンライン整数列大辞典の数列 A034262)
- 10 = 131 − 31 = 133 − 37
  - a > 1 , b > 1 のとき ax − by = c を成り立たせる自然数 x , y の解を2つもつ6番目の数である。1つ前は9、次は13。(オンライン整数列大辞典の数列 A236211)
- 以下のような無限多重根号の式で表せる。
{\displaystyle 10={\sqrt {90+{\sqrt {90+{\sqrt {90+{\sqrt {90+\cdots }}}}}}}}} , {\displaystyle 10={\sqrt {110-{\sqrt {110-{\sqrt {110-{\sqrt {110-\cdots }}}}}}}}}
- n = 10 のとき n と n − 1 を並べた数を作ると素数になる。n と n − 1 を並べた数が素数になる2番目の数である。1つ前は4、次は22。(オンライン整数列大辞典の数列 A054211)
- 10 = 0! + 1! + 2! + 3!
  - 0からの連続階乗和とみたとき1つ前は4、次は34。(オンライン整数列大辞典の数列 A003422)

## 漢字「十」の音読み
漢字「十」の音読みは、当用漢字音訓表には「ジュウ」と「ジッ」が掲載されている。「ジュウ」は通常の呉音だが、「ジッ」のような促音で終わる漢字音は本来ならありえず、これはイレギュラーに発生した慣用音である。なお漢音はあまり使われないが「シュウ」である。
「ジッ」という漢字音は、「実行（ジッコウ）」のような字音での促音化ならありふれている。「ジッ」も本来は字音での促音化であった。その証拠に、「ジッ」で終わる語はない。「十」の本来の、歴史的仮名遣いでの呉音は「ジフ」だった。この音は「ジク」や「ジツ」のように、熟語音では頻繁に促音化し「ジッ」になった。
「ジフ」の「フ」は入声を表したものであり、「十」という漢字が日本に導入された頃の中国語（中古音）では dzyip（ジプ）のような発音だった。その証拠に、日本語・北方語以外の漢字圏の多くの言語では入声音が存続している。例えば現代朝鮮語では십（sip、シップ）である。このため、/‐t/（‐ツ） や /‐k/（‐ク）で終わる他の入声音と同様に、促音化を起こしたのである。日本語には本来閉音節（子音で終わる音）がないため、語尾に母音の u を補うと「ジプ」となるが、拗音や濁音の表記法が未発達な時代には、仮名では「シフ」と宛てて表現するほかなかった。後ろにp音、k音、t音などの詰まる音が来る際には、本来の発音が想起され「十把（じっぱ）」「十個（じっこ）」「十頭（じっとう）」など、「ジッ」という発音となる。しかし、それ以外の音が来た場合、例えば「十枚」の読み表記は「しふまい」となり、音便化されて「ジューマイ」と発音される。「ジュウ」の読みはこれに由来する。中世に唇音退化によるハ行子音の消失と二重母音の長母音化が起こり、「ジフ」は「ジュウ」に変化した。「ジュウ」という漢字音は促音化を起こさないので、「ジッ」はどんな音が促音化したのかわかりにくくなり、音訓表では独立した漢字音として認められた。
さらに江戸時代以降、拗音の表記法の未整備や、人的交流の活発化による他地方の方言の影響から、主に江戸や関東地方において「ジッ」の読みが「ジュッ」と発音されることも多くなった。現在では東京方言の影響の大きさもあって、後者の「ジュッ」の読みも多くの地方で使われており、NHK でも認められている。また、平成22年に見直しが行われた常用漢字本表でも「ジュッ」が加えられ、漢字テスト等で誤りとされることはなくなったが、この変更を知らない教師もまだ多い。
同様の現象は /‐p/（つまり歴史的仮名遣いで「‐フ」）入声で終わっていた漢字音では他でも起こりえた。「十」の大字として用いられる「拾」は音訓表には「ジュウ」（と「シュウ」）しかないが、歴史的仮名遣いでは「ジフ」で促音化を起こしえ、拾得（唐代の僧侶の名）は「ジットク」と読む。「合」は「ガフ」「カフ」の促音化が合併（ガッペイ）・合戦（カッセン）などに残っており、現在では「ガッ」「カッ」が慣用音として認められている。ただし他の類型もあり、「立」は「リフ」の促音化「リッ」から誤った原音「リツ」が逆成され、現在では「リツ」が慣用音として認められている（「リッ」は「リツ」の促音化とされ独立した慣用音としては認められていない）。これらの現象は「フツ相通」と呼ばれ、ほかに「雑」（雑巾・雑居）「納」（納入・納豆）「入」（入院・入唐）などにも見られる。

## その他 10 に関すること

### 曖昧さ回避
- en:10 (film) - 1979年公開の映画。日本での題名は『テン』。
- 10 (cali≠gariのアルバム) - cali≠gari のアルバム。
- 10 (RIP SLYMEのアルバム) - RIP SLYMEのアルバム。
- 10 (Mrs. GREEN APPLEのアルバム) - Mrs. GREEN APPLEのベスト・アルバム

### その他
- 人間の手指の数は、通常は両手を併せて十本である。
- 多くの文明において、標準的な記数法として十進法が採用されている。人間が指折り数える習慣に由来する。
  - 十進法の例として、10年を十年紀に対して、100年（＝10年×10回）を世紀という。
- 原子番号 10 の元素はネオン (Ne) である。
- SI接頭語では、10 倍は da（デカ）、1/10 は d（デシ）である。
  - 一般には、10 の接頭語は deci（拉）、deca（希）。
  - これらの接頭語は、ラテン語のdecem (10) とギリシャ語のdeka (10)、ラテン語の decimus (1/10) に由来する。また、英語や西語では、小数や十進法を decimal というが、これも decimus (1/10) に因んでいる。
  - 十角形をデカゴン (decagon)、十面体をデカヘドロン (decahedron)、十人組をデクテット (dectet) という。
  - ローマ帝国の銀貨・デナリウス (denarius) は、本来はラテン語で「十個一組」「十個から成る」を意味する。
  - 10 倍を十重（とえ）やデキュプル (decuple) という。
  - 英語では、ギリシャ語に由来するデケイド (decade) を十個一組の単位に用い、狭義では十年を指す。語源が同じ関連語として、テトラド（tetrad, 四個一組、カルテット）やエニアド（ennead, 九個一組、ノネット）などもある。
- 非常に大きな数や絶対値が 0 に近い数は、10n や 10−n を用いて表されることもある（常用対数）。例： 845000 = 8.45 × 105, 0.00017 = 1.7 × 10−4
- 1ヶ月（≒30日）の1/3は10日、1世代（≒30年）の1/3は10年である。このため、30から成る時間の単位を三分割して、10から成る単位で数える場合がある。
  - 10日間を旬という。
  - 十年紀（ラテン語：decennium）：10年を単位とする期間。
  - 国際連合では、10年単位で世界的に問題解決を促す期間である国際の十年を設定。
- 慣用表現では、10 は「多く」「全部」の比喩として使われることもある。例：「一を聞いて十を知る」「十把一絡げ」「十人十色」「十徳ナイフ」
- また、10 は「終わり」「限り」を意味することもある。例：「一から十まで」
- 漢数字「十」は、Shift_JIS においてコンピュータプログラムの動作不良の原因となる文字（通称「ダメ文字」）の一つ。
- タロットの大アルカナで X は運命の輪。
- 易占の六十四卦で第10番目の卦は、天沢履。
- サッカーにおいてはエースナンバーであり、俗に言う司令塔あるいはエースストライカーが背番号10を付けるのが通例である。1958年にW杯スウェーデン大会でブラジル代表の背番号10のペレが大会通算6得点をあげるなど大活躍し、同国に優勝をもたらしたことに由来する。
- 東京六大学野球、少年野球、ソフトボールでは背番号10は主将が付ける番号である。
- 日本プロ野球の以下の球団は背番号10を永久欠番にしている。
  - 中日ドラゴンズ - 服部受弘投手の背番号
  - 阪神タイガース - 藤村富美男内野手の背番号
  - 東北楽天ゴールデンイーグルス - ファンのための背番号
- 十脚類 (decapod) - エビやカニやイカなど、10 本の足を持つ動物。
- テンパズル - 乗車券の4桁の数字を使って 10 を作る遊び。
- 聖書
  - 旧約聖書
    - 「十の災い」はモーセと兄アロンがファラオ王に対してイスラエルの人々を解放するために行った災い。
    - モーセの十戒とは主がモーセに与えた戒律。

  - 新約聖書で迷い出た羊の例えの次に10枚のドラクメ銀貨の例えが述べられている。

「あるいは，ドラクメ銀貨を十枚持っている女がいて，その一枚を無くしたとすれば，ともし火をつけ，家を掃き，見つけるまで念を入れて捜さないだろうか。」(ルカによる福音書 15章 8節)
- 十種競技 - 陸上の複合競技。
- ダビング10は、コピー回数に制限を設けた仕組み。元々はコピーワンス制度。
- JIS X 0401、ISO 3166-2:JPの都道府県コードの「10」は群馬県。
- 東京の地下鉄10号線は都営地下鉄新宿線である。
- オリジナル10（Jリーグ発足当時の参加全10クラブの総称）。
- 第10代ローマ教皇はピウス1世（在位：142年?～155年?）である。
- クルアーンにおける第10番目のスーラはユーヌスである。
- 真田十勇士 - 真田幸村に家臣として仕えた架空の忍者10人を主人公にした作品とその派生作品。
- サラダ十勇士トマトマン - 1992年のテレビ東京系テレビアニメ。
- 8 桁表示の電卓で3.1622777の2乗を計算すると、9桁目以下が切り捨てられ、10と表示される機種がある。

### テレビのチャンネル
- NNN系列準キー局の読売テレビ（近畿広域圏）とTXN系列のテレビ愛知が採用した地上デジタルのリモコンキーID。
- BSデジタル放送におけるBS10のリモコンキーID。
- BS4K放送におけるザ・シネマのリモコンキーID。
- ANN系列のテレビ朝日（関東地方）、NNN系列の読売テレビの他、NNN系列の山形放送と南海放送、JNN系列の山陰放送・宮崎放送・琉球放送のアナログテレビ親局のチャンネル番号は 10。
  - 北海道函館市、宮城県気仙沼市・白石市、福島県いわき市、富山県の大半、福井県小浜市、熊本県小国町等ではNHK教育テレビジョンのアナログ周波数に 10 チャンネルが割り当てられている。
  - JNN系列では上記3局の他に新潟県上越地域の新潟放送、岐阜県下呂市および三重県鳥羽市のCBCテレビ、長崎県佐世保地域の長崎放送、鹿児島県出水地域の南日本放送のアナログ中継局に 10 チャンネルが割り当てられている。
  - FNN系列では岐阜県中津川市・郡上市の東海テレビ放送、福岡県北九州地域圏のテレビ西日本[注 1]のアナログ中継局に 10 チャンネルが割り当てられている。

## 十個一組で数えるもの
- 十界：地獄界・餓鬼界・畜生界・修羅界・人間界・天上界・声聞界・縁覚界・菩薩界・佛界。
- 十方：東・西・北・南・天・地・北東・南東・北西・南西。即ち、六方に四隅を加えた方位の総称。
- 十干：甲・乙・丙・丁・戊・己・庚・辛・壬・癸。
- 十家：陰陽家・儒家・墨家・法家・名家・道家・縦横家・雑家・農家・小説家。
- 十志：律暦・礼楽・刑法・食貨・郊祀・天文・五行・地理・溝洫・芸文。漢書における10冊の歴史書の総称。
- 十哲：
  - 孔門十哲：顔淵・閔子騫・冉伯牛・仲弓・宰我・子貢・冉有・子路・子游・子夏。
  - 蕉門十哲：宝井其角・服部嵐雪・森川許六・向井去来・各務支考・内藤丈草・立花北枝・杉山杉風・志太野坡・越智越人。
- 十徳：仁・義・礼・智・信・忠・孝・悌・忍・畏。

## 符号位置
| 記号 | Unicode | JIS X 0213 | 文字参照            | 名称                                          |
| ---- | ------- | ---------- | ------------------- | --------------------------------------------- |
| Ⅹ    | U+2169  | 1-13-30    | &#x2169; &#8553;    | ROMAN NUMERAL TEN                             |
| ⅹ    | U+2179  | 1-12-30    | &#x2179; &#8569;    | SMALL ROMAN NUMERAL TEN                       |
| ⑩    | U+2469  | 1-13-10    | &#x2469; &#9321;    | CIRCLED DIGIT TEN                             |
| ⑽    | U+247D  | -          | &#x247D; &#9341;    | PARENTHESIZED DIGIT TEN                       |
| ⒑︎    | U+2491  | -          | &#x2491; &#9361;    | DIGIT TEN FULL STOP                           |
| ⓾    | U+24FE  | 1-6-65     | &#x24FE; &#9470;    | DOUBLE CIRCLED DIGIT TEN                      |
| ❿    | U+277F  | 1-12-11    | &#x277F; &#10111;   | DINGBAT NEGATIVE CIRCLED DIGIT TEN            |
| ➉    | U+2789  | -          | &#x2789; &#10121;   | DINGBAT CIRCLED SANS-SERIF DIGIT TEN          |
| ➓    | U+2793  | -          | &#x2793; &#10131;   | DINGBAT NEGATIVE CIRCLED SANS-SERIF DIGIT TEN |
| ㈩   | U+3229  | -          | &#x3229; &#12841;   | PARENTHESIZED IDEOGRAPH TEN                   |
| ㊉   | U+3289  | -          | &#x3289; &#12937;   | CIRCLED IDEOGRAPH TEN                         |
| 十   | U+5341  | 1-29-29    | &#x5341; &#21313;   | CJK Ideograph, number ten                     |
| 拾   | U+62FE  | 2-29-6     | &#x62FE; &#25342;   | CJK Ideograph, number ten                     |
| 𐄐    | U+10110 | -          | &#x10110; &#65808;  | AEGEAN NUMBER TEN                             |
| 𐹩    | U+10E69 | -          | &#x10E69; &#69225;  | RUMI DIGIT TEN                                |
| 🔟   | U+1F51F | -          | &#x1F51F; &#128287; | KEYCAP TEN                                    |